# Mimosa guanacastensis
Mimosa guanacastensis är en ärtväxtart som beskrevs av Paul Carpenter Standley. Mimosa guanacastensis ingår i släktet mimosor, och familjen ärtväxter. Inga underarter finns listade i Catalogue of Life.